# كعكة الشوكولاتة
كعكة الشوكولاتة أو فطيرة الشوكولاتة أو كاتو شوكولاتة هي فطيرة محلاة بنكهة الشوكولاتة وذلك بوضع باودر الكاكاو أو الشوكولاتةالذائبة، ازدادت شعبيتها منذ أواخر القرن التاسع عشر، تقدم
في المناسبات، مثل حفلات أعياد الميلاد وحفلات الزفاف.

## التاريخ

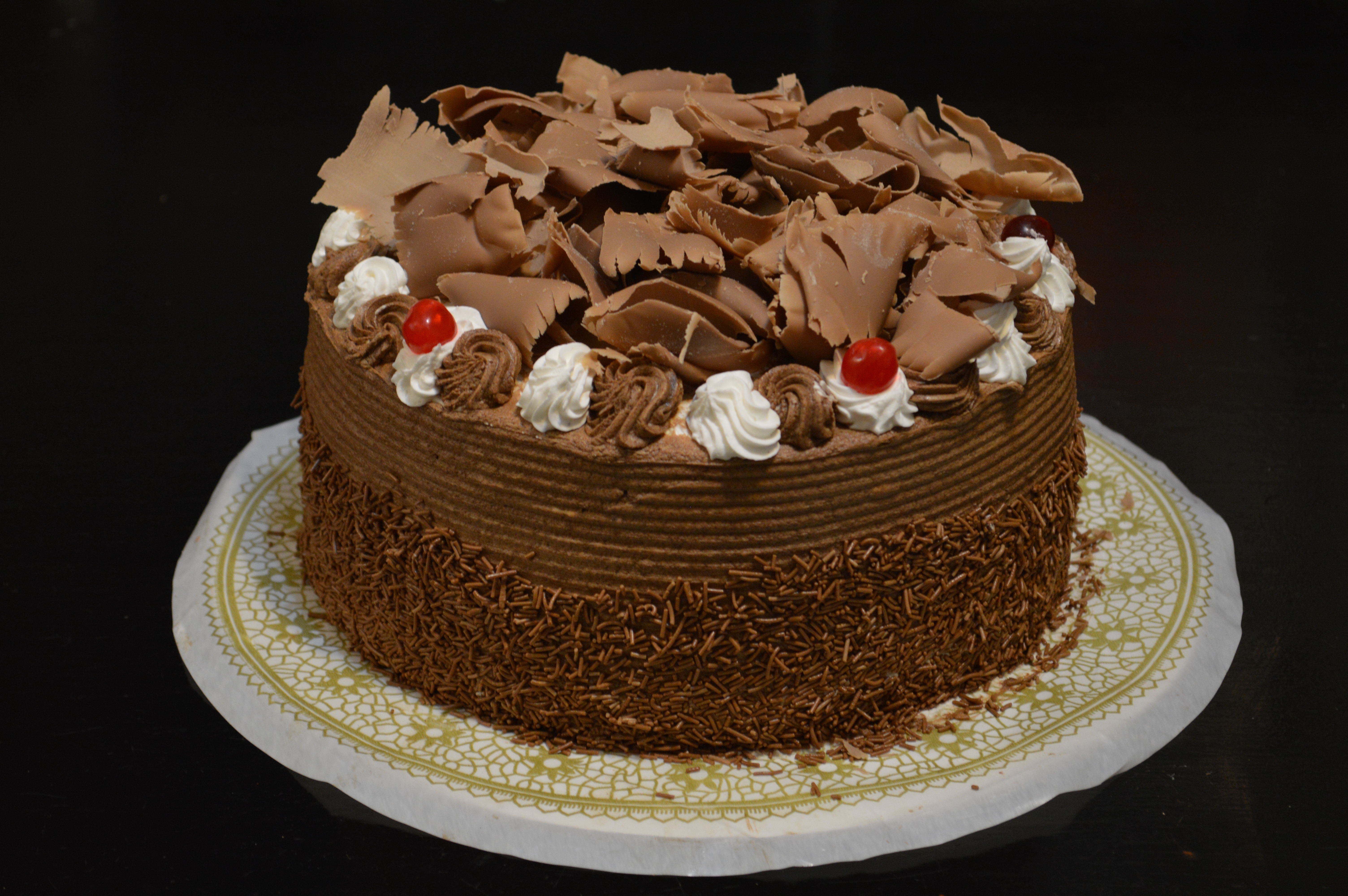
كعكة ترافل بالشوكولاتة من طبقتين

يعود تاريخ كعك الشوكولاتة إلى عام 1764 عندما اكتشف الدكتور جيمس بيكر كيفية صنع الشوكولاتة عن طريق طحن حبوب الكاكاو بين اثنين من أحجار الرحى الدائرية الضخمة. طور الهولندي كونراد فان هوتن فيما بعد طريقة استخلاص ميكانيكية لاستخراج الدهون من زيت الكاكاو الناتج عن زبدة الكاكاو والكاكاو المنزوع الدهن جزئيًا، وهي كتلة مضغوطة من المواد الصلبة تستخدم في إنتاج مسحوق الكاكاو الذي يباع تجاريًا، فتحولت المشروبات والأطعمة المصنوعة من الشوكولاتة بفضل هذه العملية البسيطة من أحد أشكال الرفاهية التي كانت قاصرة فيما مضى على طبقة الأثرياء والأرستقراطيين إلى وجبات خفيفة رخيصة الثمن يمكن تناولها على نطاق واسع في مختلف طبقات المجتمع. طور رودلف ليندت أحد صانعي الشوكولاتة في عام 1879 عملية إنضاج الشوكولاتة أو ما يعرف باسم «كونشنغ» لجعل الشوكولاتة المصنعة أكثر انسيابية وأكثر نعومة ليسهل إضافتها إلى الأطعمة أو استخدامها ضمن مكونات الأنواع المختلفة من الحلوى المخبوزة حيث تمتزج بشكل كامل ومتجانس مع عجين الكعك. كان استخدام الشوكولاتة في الطهي في ذلك الوقت قاصرًا على صنع مشروبات الشوكولاتة وحشوات الكعك أو كطبقة سطحية لتزيين الكعك، ولم تكن تخلط بمكونات عجين الكعك حتى عام 1886 حين صنعت أول كعكة تدخل الشوكولاتة كأحد المكونات الأساسية ضمن خليط العجين بها في الولايات المتحدة الأمريكية.
قدمت شركة داف التي كانت متخصصة في تصنيع دبس السكر في بيتسبرغ بولاية بنسلفانيا الأمريكية في منتصف ثلاثينيات القرن العشرين عددًا من خلطات صنع كعك الشوكولاتة، إلا أنها اضطرت فيما بعد لوقف إنتاجها خلال فترة الحرب العالمية الثانية. بعد ثلاث سنوات أعاد دونكان هاينز صاحب علامة هاينز التجارية الشهيرة طرح منتجات خلطات كعك الشوكولاتة التي كانت تستخجم في إعداد ثلاثة أنواع مختلفة من الكعك، واستطاع أن يستحوذ بمنتجه على 48 في المائة من سوق الولايات المتحدة في ذلك الوقت. كان الكعك المصنوع من عجين ممزوج بالشوكولاتة شائعًا خلال ثمانينيات القرن العشرين، وفي تسعينيات القرن العشرين تزايدت شعبية الكعك بالشوكولاتة الذائبة والشوكولاتة ذات النكهات الغريبة مثل نكهة الشاي، ونكهة الكاري، ونكهة الفلفل الأحمر، ونكهة الباشن فروت، ونكهة الشمبانيا. ومع بدايات القرن الحادي والعشرين تنافس الطهاة حول العالم في إعداد أصناف مختلفة ومتنوعة من كعك الشوكولاتة.

## المكونات
تحضّر العجينة من الطحين، السكر، الزبدة، الفانيليا، البيض والملح كما يمكن إضافة الكاكاو. أما كريمة الشوكولاتة فتحضّر من الكريمة، الشوكولا والزبدة.

## المعلومات الغذائية
تحتوي قطعة تارت الشوكولا (200غ تقريباً) على المعلومات الغذائية التالية:
- السعرات الحرارية: 521
- الدهون: 41
- الدهون المشبعة: 24
- الكوليسترول: 118
- الكاربوهيدرات: 37
- البروتينات: 5

المقادير: 3بيضات، زلافة سكر، زلافة زيت،3ملاعق من بودرة الشوكولاتة (الكاكاو) خمارة تم الدقيق
طريقة التحضير: نخلط البيض والسكر جيدًا حتى تتضاعف كميتهما تم نضيف الزيت ونخلط جيدًا تم نضيف الكاكاو والخمارة، ونخلط وأخيرًا نضيف الدقيق حتى يعقد الخليط وندهن المول بالزبدة أو الزيت ونرشها بالدقيق ونضع الخليط وندخله الفرن مدة 45 دقيقة إلى ساعة